# Dominique Dunne

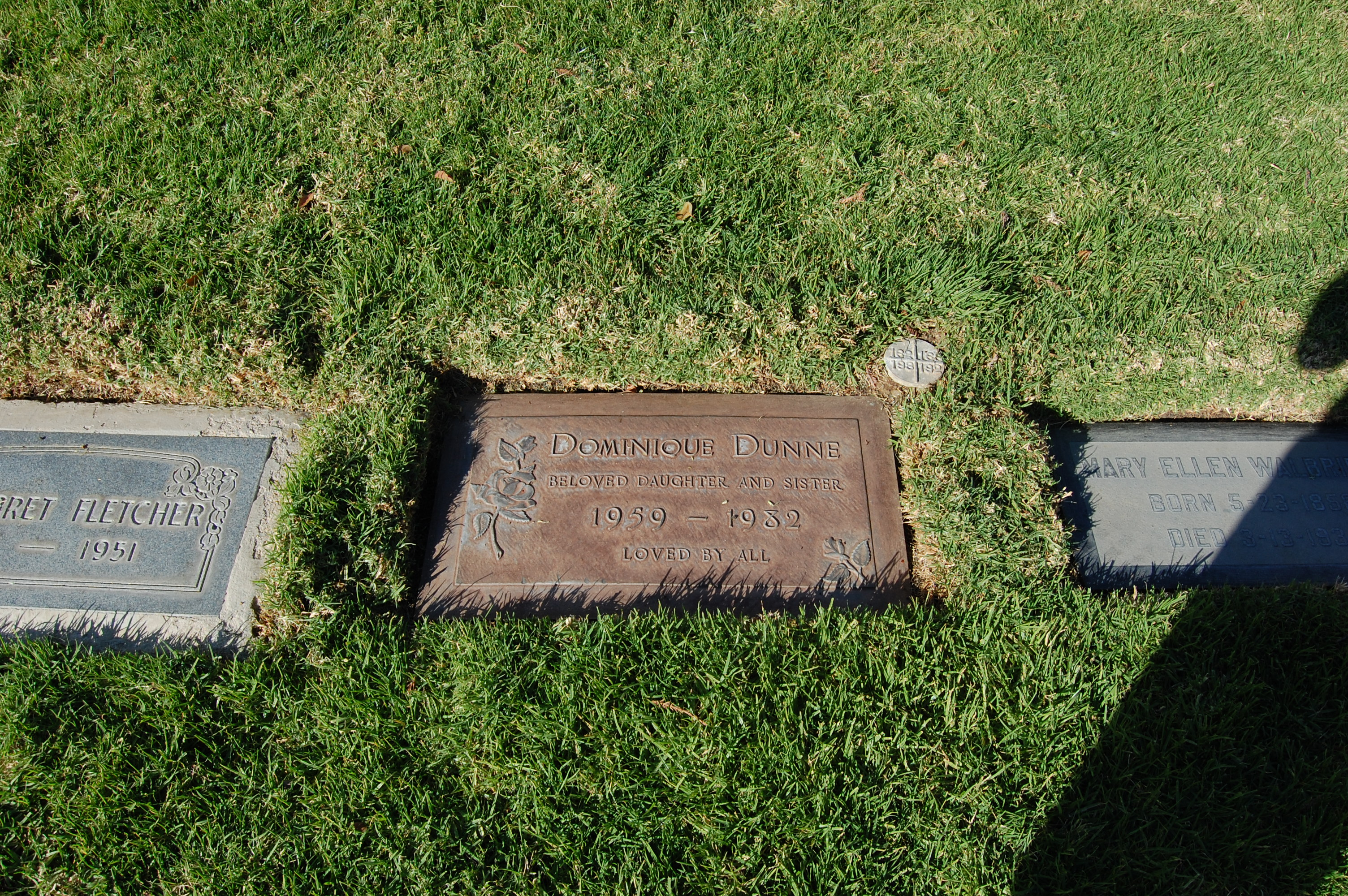
Graf van Dunne op het Westwood Village Memorial Park Cemetery in Brentwood

Dominique Ellen Dunne (Santa Monica (Californië), 23 november 1959 - Los Angeles, 4 november 1982) was een Amerikaans film- en tv-actrice bekend van onder meer Poltergeist uit 1982. Haar broer was Griffin Dunne, die ook acteur is.

## Moord
Een carrière die veelbelovend was, maar vroegtijdig werd afgebroken: in 1982 werd zij vermoord door John Thomas Sweeney, haar ex-vriend. Op 30 oktober had ze de relatie met hem verbroken. 
Sweeney bleek Dunne al lange tijd te mishandelen. Voor haar gastrol als mishandelde jonge vrouw in Hill Street Blues had ze zelfs geen make-up nodig. De wonden in die aflevering waren echt. 
Dunne was bij haar thuis haar teksten aan het oefenen voor V, samen met collega David Packer. Sweeney drong het huis binnen, sleepte haar naar buiten en wurgde haar. Dunne was hersendood en vijf dagen later werd ze van de beademing gehaald. Ze stierf enkele weken vóór haar 23e verjaardag.
Sweeney kreeg 6 jaar gevangenisstraf voor openlijke geweldpleging en doodslag. Na 2,5 jaar werd hij echter wegens goed gedrag al vrijgelaten. Sweeney vond werk als kok, maar de moeder van Dunne deelde voor de deur van het restaurant folders uit met de tekst: The hands that will prepare your meal tonight also murdered Dominique Dunne (De handen die uw avondmaal zullen bereiden hebben ook Dominique Dunne omgebracht). Later veranderde Sweeney zijn naam in John Maura en verhuisde naar het noordwesten van de VS.

## Filmografie
- V (televisiefilm, 1983) - Robin Maxwell (postuum: scènes verwijderd, behalve één shot van achteren)
- Hill Street Blues (televisieserie) - Moeder van achtergelaten baby (afl. Requiem for a Hairbag, 1982)
- The Quest (televisieserie) - Italiaans meisje (afl. He Stole-A My Art, 1982)
- St. Elsewhere (televisieserie) - rol onbekend (afl. Pilot, 1982)
- CHiPs (televisieserie) - Amy Kent (afl. Meet the New Guy, 1982)
- The Shadow Riders (televisiefilm, 1982) - Sissy Traven
- Poltergeist (1982) - Dana Freeling
- Fame (televisieserie) - Tracy (afl. Street Kid, 1982)
- Hart to Hart (televisieserie) - Christy Ferrin (afl. Hart, Line, and Sinker, 1981)
- The Day the Loving Stopped (televisiefilm, 1981) - Judy Danner
- The Haunting of Harrington House (televisiefilm, 1981) - Polly Ames
- Breaking Away (televisieserie - Paulina Bornstein) (afl. The American Dream, 1980)
- Lou Grant (televisieserie) - Teri Wilk (afl. Goop, 1980)
- Valentine Magic on Love Island (televisiefilm, 1980) - Cheryl
- Diary of a Teenage Hitchhiker (televisiefilm, 1979) - Cathy

- Biblioteca Nacional de España: XX1607023
- Bibliothèque nationale de France: cb14173816n (data)
- International Standard Name Identifier: 0000 0000 4846 0162
- Library of Congress Control Number: no2006035887
- Virtual International Authority File: 22351555
- WorldCat: E39PBJfrKtQVfRr9hRktfvmmVC